# Neemuch
Neemuch o Nímach es una localidad de la India, centro administrativo del distrito de Neemuch en el estado de Madhya Pradesh.
- नीमच (en escritura devanagari del idioma hindi)
- nīmacha, en el sistema AITS (alfabeto internacional para la transliteración del sánscrito).
- Pronunciación del hindi: /nímach/
- Neemuch, en idioma inglés
- Pronunciación del inglés: /nímach/

## Geografía
Se encuentra a una altitud de 487 m s. n. m. a 369 km de la capital estatal, Bhopal, en la zona horaria UTC +5:30.

## Demografía
Según estimación del 2010 contaba con una población de 127 613 habitantes.